# Beautiful Boxer
Der Spielfilm Beautiful Boxer (Thai: บิวตี้ฟูล บ๊อกเซอร์) von Ekachai Uekrongtham handelt von der wahren Lebensgeschichte der Parinya Charoenphol, einer Thai-Boxerin, die sich einer geschlechtsanpassenden Operation unterzog, um auch körperlich eine Frau zu werden.
Der Film zeigt alle wichtigen Stationen ihres Lebens vom Leben in der Rolle eines Jungen, der gerne Lippenstift getragen hatte, über den Start als Kick-Boxer im Alter von 12 Jahren bis zur sensationellen Karriere als Thai-Boxer durch die Beherrschung des traditionellen Muaythai-Stils. Sie hatte diesen Stil bis zur Perfektion erlernt und brachte es zu Ruhm und Bekanntheit. Schließlich wird der innere Geschlechtskonflikt, der dann zu der Operation und zum Rücktritt als Thai-Boxerin führt, dokumentiert.
Der Film spiegelt auch die besondere Lage der Kathoeys (besser bekannt ist der englische Begriff Ladyboy) wider, die – anders als in westlichen Kulturen – schon seit langem akzeptiert und zum Teil in die Gesellschaft integriert sind.